# AMSN
aMSN é um mensageiro instantâneo livre, que entre suas funções, é possível conversar com abas, enviar mensagens offline, gravar e enviar, fazer conferência com áudio e vídeo ao mesmo tempo, mensagens de voz para quem estiver online, possui emoticons, podendo o usuário criar o próprio. O programa está traduzido em mais de quarenta idiomas.